# 自然科学
自然科学（、英: natural science〔ナチュラルサイエンス〕, science〔サイエンス〕）とは、自然現象を対象とする学問。自然現象の把握に有効な概念を確立し、その法則性を明らかにする。
自然科学には物理学、化学、生物学、天文学、地学などが含まれ、広義にはそれらを実生活へ応用する工学、農学、医学などを指すこともある。
数学は形式科学に分類され、自然法則でなく公理に基づく学問として自然科学とは明確に分けられる。一方で、数学は自然科学における基本的な道具であり、自然現象をモデル化し推論するための道具として、自然科学とは不可分かつ、非常に重要な役割を持つ。
数学などの形式科学の一部と、自然科学の基礎的な部分とを合わせて、理学とも呼ばれる。

## 概要
自然科学において取り扱う対象は、大きくは宇宙から小さくは素粒子の世界まで含まれる。生物やその生息環境も対象となっており、そこには生物としてのヒトも含んでいる。対照的に、人間が作り出した文化や社会──すなわち哲学、歴史、法律、政治、経済等々──に関しては、主に人文科学・社会科学・人文社会科学（cultural social science）・自然社会科学（natural social science）が扱っている。
この「自然科学」（ナチュラルサイエンス natural science）という用語と対比される用語は、近年の日本では一般に、
- 「社会科学」（ソーシャルサイエンス social science）
- 「人文科学」（カルチュラルサイエンス cultural science）または「人文学」（ヒューマニティーズ humanities）

であることが多い。19世紀のヨーロッパにおいて諸科学が分化・独立した際に英語圏ではそのような呼び分けが生まれた。ただしドイツでは、対比・区分が若干異なり、ナトゥーアヴィッセンシャフト（自然科学・科学 Naturwissenschaft） は「文化科学 Kulturwissenschaft」や「精神科学 Geisteswissenschaft」と対比されることが多い。日本でもドイツの影響を大きく受けていた時代には、こうしたドイツ式の対比で説明する科学者もかなりいたが、近年の日本では主として英語圏に倣った対比が行われている。
自然科学の歴史は科学史の分野で研究対象とされている。自然科学を対象とする哲学的考察は認識論および科学哲学においてなされており、「科学基礎論」と呼ばれることもある。

## 自然科学の歴史と方法論
何をもって自然科学の誕生と見なすか、という点については科学史の研究者ごとにそれなりに異なった見方がある。自然を対象とした学問としては、確かに古代ギリシア時代以来「自然学」があった。またヨーロッパ中世にはスコラ学があり、「自由七科」という学問分類の内の「クアドリウム（四科）」には、天文学も含まれていた。ただし、科学史などでは、それらの学問の中に新たな方法論や傾向が芽生えたことを指摘することで、それらの学問と自然科学的方法論の対比をしたり、それをもって自然科学の初期の歴史の説明としていることが多い。
科学的方法の説明のしかたはいくつもあるが、実験と観察とされたり、分析と総合とされたり、仮説と実証とされたりする。
現在考えられているような自然科学（近代自然科学）の説明する場合、17世紀のヨーロッパの「自然科学者」（当時は自然哲学者、自然学者と呼ばれていた人々）の研究の一部が紹介されることが多い。説明する科学史家のバックグラウンドの違い（例えば物理学・化学・生物学などの違い）によって、どの手法をピックアップするのか、選択が異なったり重点の置き方が異なっている。物理系ではケプラー、ガリレイ、デカルト、ニュートン等などの手法の一部に言及することが多い。
中世のイスラム科学であれ中世ラテン科学であれ、分析概念は重要な方法論と見なされていた。古代のアルキメデスは解析的方法の巨匠であり、イスラーム中世のイブン・ハイサムもそうした解析的手法の伝統を継ぐ人であったが、20世紀になりラテン科学の歴史研究が発展するつれて、中世ラテン科学の中心的荷い手のひとりロバート・グロステストが「近代的科学方法概念の開拓者」と見なされた理由のひとつは、彼がアリストテレスの『分析論後書』に独創的な注釈を加筆したからであった。こうした古代～中世の分析概念に、ガリレオやデカルトが大きな飛躍をもたらした。ガリレオはパドヴァの学者たちの生み出したものの恩恵を受けつつ、彼の業績を上げた。デカルトはそれまでの数学的な解析を代数的なものに転換するのに大きな役割を果たしたことに加えて、自然哲学において分析概念に枢要な地位を与えた。分析を総合と対比させつつ深化させた人物としてニュートンは特筆に値する。ニュートンは実験科学についての主著とされる『光学』の末尾に添えた「疑問」（Queries）の章において、次のように論じた。
また、総合については次のように述べた。
こうした分析と総合に関する説明には、同国人のベーコンの考え方が大きく影響している。ニュートンによって、分析と総合の対概念が、批判的帰納法を介しつつ明確に自然科学にまで拡張されたと言うことができる、と佐々木力は指摘した。
実証を支える精密な実験や実験解析方法の進展に加え、理論を展開する土台となる数学手法も構築され、オープンに科学の成果を交換しえる場（王立協会、フランス科学アカデミー等）も登場した。また同時期に学術雑誌が登場し、ジャーナル・アカデミズムが確立した。新たな知識は、公開の場で討論され鍛え上げられていくようになり、科学成果は、発見者の占有物ではなく万人の知的共有財産となることになった。このように知識が効率的に共有されるシステムが築かれたことが、その後、科学知識が膨大に蓄積されていく原動力となった。これらすべてを可能たらしめるシステム全体が近代自然科学の営為である。

### 近年の方法論
還元主義と複雑系
知識をある基本法則に帰着させる方法論は還元主義と呼ばれることがある。この語が否定的トーンで語られることの多いのは、「科学技術」という応用面の発展も促して人類への貢献も大きなものがあったものの、生命の起原や生物社会の成り立ちなどこの方法では説明が困難な対象も存在するからであろう。近年、これらの対象を素因子が相互作用する場として捉えることでその成り立ちを理解・説明しようとする複雑系の手法も成立しつつある。ここでの方法論は還元主義のそれとは違うアプローチをとっており、自然科学および経済活動など社会科学の分野でこれまで説明困難であった事象の理解がすすむのではないかとも期待されている。

## 分野

### 物理学
物理学は、おもに無生物界の現象を量的関係として把握し、無生物界を支配する法則を数式で表現し、数学的に推論することを特徴とする部門である。

### 化学
化学は、物質を研究対象とし、原子・分子を物質の構成要素と考え、物質の構造・性質・反応を研究する分野である。日本では幕末から明治初期にかけては舎密（せいみ）と呼ばれた。

### 天文学
天文学は、天体や天文現象など、地球外で生起する自然現象の観測、法則の発見などを行う分野。地球科学や物理学の一分野とされることもある。

### 惑星科学
惑星科学は、惑星を研究対象とし、地球科学を含む。
地球科学は、地球を研究対象とした分野であり、内容は地球の構造や環境、歴史などを目的として多岐にわたる。近年では太陽系に関する研究も含めて地球惑星科学ということが多くなってきている。

### 生物学
生物学は生物や生命現象を研究する分野。広義には医学や農学など応用科学・総合科学も含み、狭義には基礎科学（理学）の部分を指す。

## 教育・学習
日本
自然科学分野の教育は、現代の日本の小・中・高では「理科」という名の教科で行われている。初等・中等教育などでの自然科学教育のことを「理科教育」と呼んでいる。
日本の大学では、主に理学部・理工学部・医学部・歯学部・薬学部・獣医学部・農学部・水産学部（また工学部）などが教育研究をおこなう。放送大学には（教養学部教養学科（学士（教養））・自然と環境コース、大学院修士課程（修士（学術））・自然環境科学プログラム、博士後期課程（博士（学術））・自然科学プログラム）と自然科学の学士課程のコースや修士と博士課程のプログラムもあるので、学生として学費を納めて履修し単位を取得することも出来、また、単位が不要であれば、学生登録もせず放送を無料で視聴して学ぶこともできる。
イギリス
ケンブリッジ大学ではNST（Natural Sciences Tripos）で学ぶことができる。
米国
米国のいくつかの大学が自然科学を学ぶための無料オンラインコースを設けている。たとえばカーネギーメロン大学は、「バイオケミストリー」「現代生物学」。マサチューセッツ工科大学は、「生物学基礎」「（物理I）古典力学」「（物理II）電気と電磁気学」。タフツ大学は「遺伝学」「現代物理入門」。カリフォルニア大学バークレー校は、「天文学」「化学」。